# Цукерблат Борис Самойлович
Борис Самойлович Цукерблат (нар. 24 липня 1939, Проскурів Української РСР) — молдавський та ізраїльський фізик, хімік, доктор фізико-математичних наук (1975), професор (1987), член-кореспондент Академії наук Республіки Молдова (1995), лауреат Державної премії Молдови.

## Біографія
Борис Цукерблат народився в Україні в 1939 році. Закінчив фізико-математичний факультет Кишинівського державного університету (1961) та аспірантуру під керівництвом професора Ю. Є. Перліна (1964). Працював у лабораторії неорганічної хімії АН МРСР (завідувач академік А. В. Аблов).
Кандидатську дисертацію захистив у 1967 році в Казанському державному університеті, а докторську дисертацію — у 1975 році в Тартуському університеті. Був професором на фізико-математичному факультеті Державного університету Молдови і одночасно керував групою дослідження молекулярного магнетизму в Інституті хімії Академії наук Молдови. З 2002 року — професор хімічного факультету Університету імені Бен-Гуріона в Негеві (Беер-Шева).
У середині 1960-х років Ю. Є. Перлін і Б. С. Цукерблат сформулювали і вирішили проблему багатофонних переходів у домішкових центрах з домішками малого радіусу. Основні наукові інтереси Б. С. Цукерблата — в галузі ефекту Яна-Теллера та вибронних взаємодій в молекулах і кристалах, безвипромінювальних переходів, магнітних взаємодій у металевих кластерах, теорії груп і незвідних тензорних операторів. Стаття «High-Nuclearity Magnetic Clusters: Generalized Spin Гамільтонових and Its Use for the Calculation of the Energy Levels, Bulk Magnetic Properties, and Inelastic Neutron Scattering Spectra», опублікована в журналі Inorganic Chemistry, була включена до списку найбільш цитованих наукових статей (1 % найбільш цитованих наукових робіт) згідно Thomson Scientific (ISI) Essential Science Indicators. Б. Цукерблат у співпраці з дослідницькими групами з Університету Білефельда (Німеччина) і лабораторії Неєля (Франція) виявили і пояснили довгоживучі квантові осциляції (осциляції Рабі) у молекулярному магніті V15.

## Родина
Дружина — Клара Леонідівна Жигня (уроджена Бербер) — доктор історичних наук, у 1992—2002 роках провідний науковий співробітник Відділу історії і культури євреїв Молдови (юдаїки) Інституту національних меншин АН Республіки Молдова, автор робіт з сучасної історії країн Балканського регіону, Кишинівських погромів 1903 і 1905 років, монографій «Підготовка і укладення мирних договорів з Болгарією, Угорщиною та Румунією після Другої світової війни» (Кишинів, 1981) і «Імперіалістична політика США і Великої Британії стосовно Болгарії та Румунії: 1944—1974 рр..» (Кишинів, 1987).

## Монографії
- Эффекты электронно-колебательного взаимодействия в оптических спектрах примесных парамагнитных ионов (с Ю. Е. Перлиным). Институт химии АН Молдавской ССР. Штиинца: Кишинёв, 1974.
- Магнетохимия и радиоспектроскопия обменных кластеров (с М. И. Белинским). Штиинца: Кишинёв, 1983.
- Group Theory in Chemistry and Spectroscopy. A simple guide to advanced usage. Academic Press: Лондон, 1994 и Dover: Минеола (Нью-Йорк), 2006.
- Академик И. Б. Берсукер: заметки о жизни и творчестве (с К. Жигней и Ю. Систер). Русские евреи в Америке (серия «Русское еврейство в Зарубежье», т. 7). Иерусалим—Торонто, 2005.

## Публікації в мережі
- Виявлення взаємодії Дзялошинського в трьохядерних кластерах міді (II)
- Гібридні електронно-ядерні стану в обмінних кластерах